# Voyager Golden Record

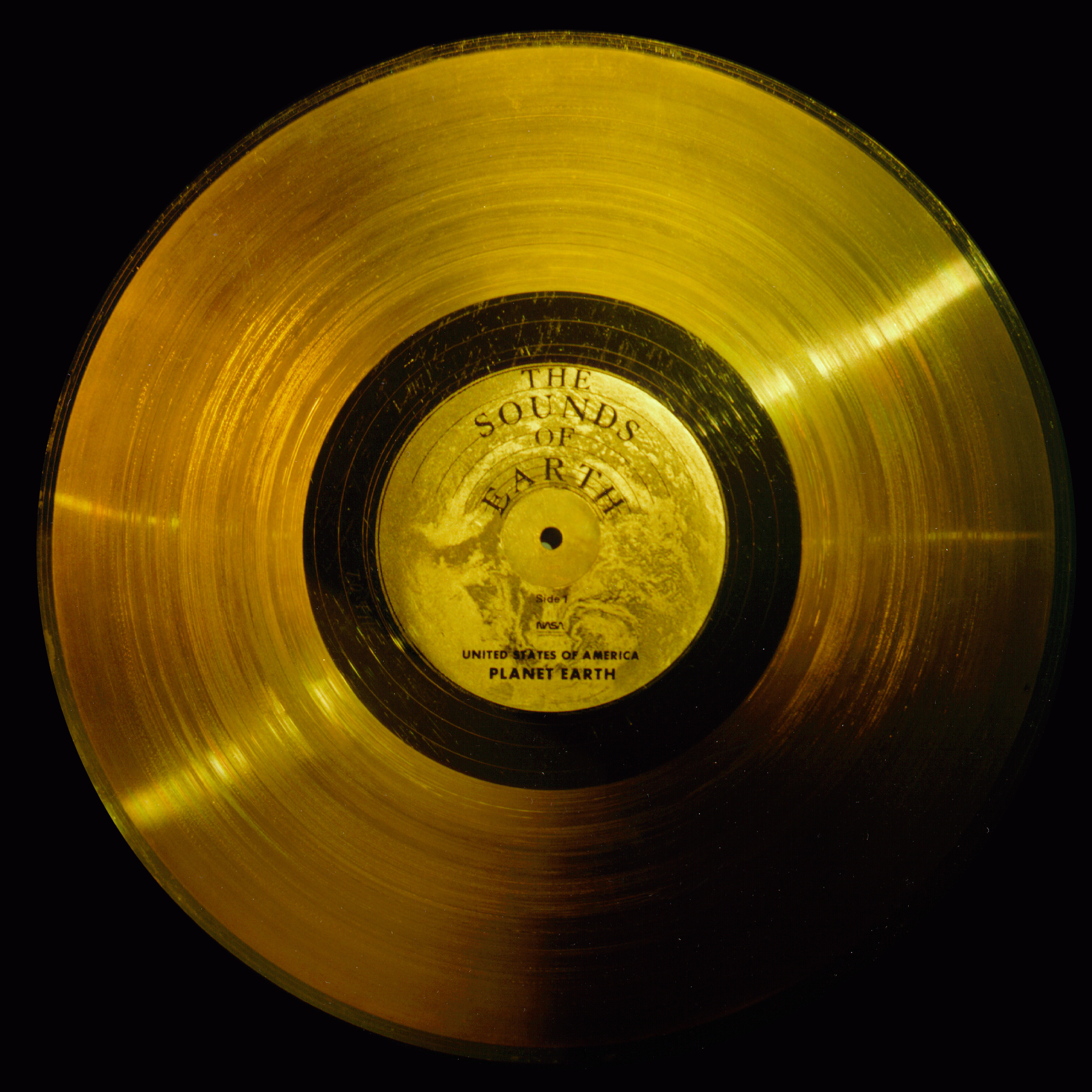
il Voyager Golden Record.

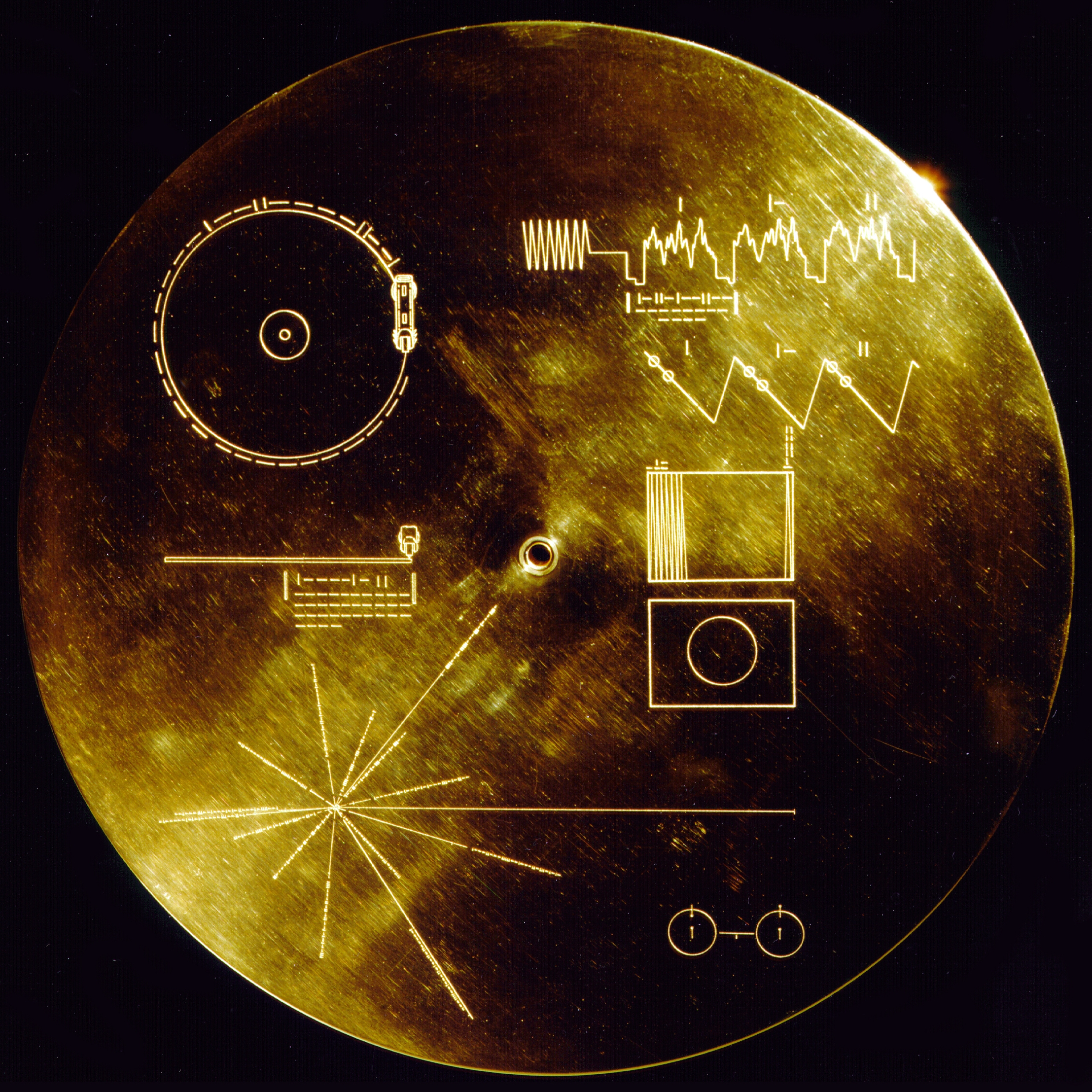
Copertina del disco.

Il Voyager Golden Record è un disco per grammofono inserito nelle due sonde spaziali del programma Voyager, lanciato nel 1977, contenente suoni e immagini selezionate al fine di portare le diverse varietà di vita e cultura della Terra. È concepito per qualunque forma di vita extraterrestre o per la specie umana del futuro che lo possa trovare. La sonda Voyager impiegherà 40 000 anni per arrivare nelle vicinanze di un'altra stella.
Le probabilità che venga trovato da qualcuno sono estremamente remote in rapporto alla vastità dello spazio interstellare. Un suo possibile ritrovamento a opera di una forma di vita aliena potrà avvenire soltanto in un futuro molto lontano. Il suo lancio è infatti visto più che altro come qualcosa di simbolico che non un tentativo reale di comunicare con forme di vita extraterrestri.

## I precedenti tentativi
Al 2010 le sonde Voyager sono due dei quattro artefatti prodotti dall'umanità usciti dal sistema solare. Gli altri due sono le sonde Pioneer 10 e Pioneer 11, appartenenti all'omonimo Programma Pioneer, e lanciate rispettivamente nel 1972 e nel 1973. Ogni sonda Pioneer possiede una placca metallica che identifica il loro luogo e il loro tempo d'origine, per beneficiare altri viaggiatori spaziali che potranno ritrovare le placche in un lontano futuro.
Con il tentativo Voyager invece, la NASA ha voluto anche inserire un messaggio onnicomprensivo a bordo di Voyager 1 e Voyager 2, una sorta di capsula temporale con l'intenzione di comunicare la storia del nostro mondo ad eventuali forme di vita extraterrestri.
(Jimmy Carter, Presidente degli Stati Uniti d'America)

## Il contenuto
Il contenuto del disco venne selezionato per la NASA da una commissione guidata da Carl Sagan dell'Università Cornell. Il dottor Sagan e la commissione misero insieme una varietà di 115 immagini e un gran numero di suoni naturali, come quelli prodotti dalle onde, dal vento, dai tuoni e suoni prodotti da animali, come il canto degli uccelli e delle balene. Con questi fu inserita una selezione musicale proveniente da diverse culture e diverse epoche, oltre ai saluti di abitanti della Terra in 55 lingue diverse e la riproduzione del messaggio del presidente degli Stati Uniti d'America Jimmy Carter e del Segretario generale delle Nazioni Unite Kurt Waldheim.
Dopo le critiche ricevute dalla NASA sull'inserimento nelle placche del programma Pioneer dell'immagine di un corpo maschile e uno femminile nudi, l'agenzia spaziale non permise a Sagan di inserire immagini di uomini e donne nudi.
I saluti nelle diverse lingue iniziano con l'accadico, lingua diffusa nel Vicino Oriente a partire dal III millennio a.C., e finiscono con la lingua wu, parlata attualmente in Cina.
Seguono le 55 lingue incluse nel Golden Record:
- accadico
- arabo
- aramaico
- armeno
- bengali
- birmano
- cantonese
- ceco
- cinese
- coreano
- ebraico
- esperanto
- francese
- gallese
- giapponese
- greco antico
- gujarati
- hindī
- ila
- indonesiano
- inglese
- italiano
- ittita
- kannaḍa
- latino
- luganda
- marathi
- min nan
- nepalese
- nguni
- chewa
- olandese
- oriya
- persiano
- polacco
- portoghese
- punjabi
- quechua
- rajasthani
- romeno
- russo
- serbo
- singalese
- sotho
- spagnolo
- sumero
- svedese
- tedesco
- telugu
- thailandese
- turco
- ucraino
- ungherese
- urdu
- vietnamita
- wu

Lista dei saluti registrati:
| Traccia | Tempo   | Lingua             | Originale                                                                                     | Traduzione in inglese                                                                                |
| ------- | ------- | ------------------ | --------------------------------------------------------------------------------------------- | --- |
| 2       | 0:00:00 | Sumero             | 𒁲𒈠𒃶𒈨𒂗                                                                                         | May all be well                                                                                      |
| 2       | 0:00:04 | Greco antico       | Οἵτινές ποτ'ἔστε χαίρετε! Εἰρηνικῶς πρὸς φίλους ἐληλύθαμεν φίλοι.                             | Greetings to you, whoever you are. We come in friendship to those who are friends                    |
| 2       | 0:00:11 | Portoghese         | Paz e felicidade a todos                                                                      | Peace and happiness to everyone                                                                      |
| 2       | 0:00:14 | Cantonese          | 各位好嗎？祝各位平安健康快樂。                                                                | How's everyone? Wish you peace, health and happiness                                                 |
| 2       | 0:00:19 | Accadico           |                                                                                               | May all be very well                                                                                 |
| 2       | 0:00:22 | Russo              | Здравствуйте! Приветствую Вас!                                                                | Greetings! I Welcome You!                                                                            |
| 2       | 0:00:25 | Thai               | สวัสดีค่ะ สหายในธรณีโพ้น พวกเราในธรณีนี้ขอส่งมิตรจิตมาถึงท่านทุกคน                                          | Hello friends from farland. We in this land have sent you warm greeting to you all                   |
| 2       | 0:00:32 | Arabo              | .تحياتنا للأصدقاء في النجوم. يا ليت يجمعنا الزمان                                             | Greetings to our friends in the stars. May time bring us together                                    |
| 2       | 0:00:38 | Romeno             | Salutări la toată lumea                                                                       | Regards to everyone                                                                                  |
| 2       | 0:00:42 | Francese           | Bonjour tout le monde                                                                         | Hello to everyone                                                                                    |
| 2       | 0:00:45 | Burmese            | နေကောင်းပါသလား                                                                                        | Are you well                                                                                         |
| 2       | 0:00:48 | Ebraico            | שלום                                                                                          | Hello (literally "peace")                                                                            |
| 2       | 0:00:50 | Spagnolo           | Hola y saludos a todos                                                                        | Hello and greetings to everyone                                                                      |
| 2       | 0:00:54 | Indonesiano        | Selamat malam hadirin sekalian, selamat berpisah dan sampai bertemu lagi dilain waktu         | Good evening, ladies and gentlemen. Goodbye and see you next time                                    |
| 2       | 0:00:59 | Quechua            |                                                                                               | Hello to everybody from this Earth, in Kechua language                                               |
| 2       | 0:01:04 | Punjabi            |                                                                                               | Welcome home. It is a pleasure to receive you                                                        |
| 2       | 0:01:07 | Ittita             |                                                                                               | Hail                                                                                                 |
| 2       | 0:01:08 | Bengalese          | নমস্কার, বিশ্বের শান্তি হোক                                                                            | Hello! Let there be peace everywhere                                                                 |
| 2       | 0:01:11 | Latino             | Salvete quicumque estis; bonam erga vos voluntatem habemus, et pacem per astra ferimus        | Greetings to you, whoever you are; we have good will towards you and bring peace across space        |
| 2       | 0:01:19 | Aramaico           | 𐡌𐡋𐡔 o שלם o ܫܠܡ                                                                               | Hello (literally "peace")                                                                            |
| 2       | 0:01:22 | Olandese           | Hartelijke groeten aan iedereen                                                               | Dear/sincere greetings to everyone                                                                   |
| 2       | 0:01:24 | Tedesco            | Herzliche Grüße an alle                                                                       | Warm greetings to everyone                                                                           |
| 2       | 0:01:27 | Urdu               | اسلام و عليکم ـ ہم زمين کے رہنے والوں کى طرف سے آپ کو خوش آمديد کہتے ھيں                      | Peace on you. We the inhabitants of this earth send our greetings to you                             |
| 2       | 0:01:37 | Vietnamita         | Chân thành gửi tới các bạn lời chào thân hữu                                                  | Sincere greetings to you                                                                             |
| 2       | 0:01:40 | Turco              | Sayın Türkçe bilen arkadaşlarımız, sabah şerifleriniz hayrolsun                               | Dear Turkish-speaking friends, may the honors of the morning be upon your heads                      |
| 2       | 0:01:45 | Giapponese         | こんにちは。お元気ですか？                                                                    | Hello. How are you?                                                                                  |
| 2       | 0:01:48 | Hindi              | धरती के वासियों की ओर से नमस्कार                                                                        | Greetings from the inhabitants of this world                                                         |
| 2       | 0:01:51 | Gallese            | Iechyd da i chwi yn awr, ac yn oesoedd                                                        | Good health to you now and forever                                                                   |
| 2       | 0:01:54 | Italiano           | Tanti auguri e saluti                                                                         | Many greetings and wishes                                                                            |
| 2       | 0:01:57 | Singalese          | ආයුබෝවන්                                                                                         | (you may) Long live                                                                                  |
| 2       | 0:02:00 | Nguni (Zulu)       |                                                                                               | We greet you, great ones. We wish you longevity                                                      |
| 2       | 0:02:05 | Sotho (Sesotho)    |                                                                                               | We greet you, O great ones                                                                           |
| 2       | 0:02:08 | Wu                 |                                                                                               | Best wishes to you all                                                                               |
| 2       | 0:02:12 | Armeno             | Բոլոր անոնց, որ կգտնվին տիեզերգի միգամածությունեն անդին ողջույններ                            | To all those who exist in the universe, greetings                                                    |
| 3       | 0:02:16 | Esperanto          | Ni strebas vivi en paco kun la popoloj de la tuta mondo, de la tuta kosmo.                    | We strive to live in peace with the peoples of the whole world, of the whole cosmos.                 |
| 2       | 0:02:19 | Coreano            | 안녕하세요                                                                                    | How are you?                                                                                         |
| 2       | 0:02:22 | Polacco            | Witajcie, istoty z zaświatów.                                                                 | Welcome, beings from beyond the world.                                                               |
| 2       | 0:02:25 | Nepalese           | प्रिथ्वी वासीहरु बाट शान्ति मय भविष्य को शुभकामना                                                              | Wishing you a peaceful future from the earthlings                                                    |
| 2       | 0:02:29 | Cinese             | 各位都好吧？我们都很想念你们，有空请到这来玩。                                                | How's everyone? We all very much wish to meet you, if you're free please come and visit              |
| 2       | 0:02:35 | Ila (Zambia)       |                                                                                               | We wish all of you well                                                                              |
| 2       | 0:02:38 | Svedese            | Hälsningar från en dataprogrammerare i den lilla universitetsstaden Ithaca på planeten Jorden | Greetings from a computer programmer in the small university town of Ithaca on (the) planet Earth    |
| 2       | 0:02:45 | Nyanja             |                                                                                               | How are all you people of other planets?                                                             |
| 2       | 0:02:48 | Gujarati           |                                                                                               | Greetings from a human being of the Earth. Please contact                                            |
| 2       | 0:03:03 | Ucraino            | Пересилаємо привіт із нашого світу, бажаємо щастя, здоров'я і многая літа                     | We are sending greetings from our world, wishing you happiness, goodness, good health and many years |
| 2       | 0:03:09 | Persiano           | درود بر ساکنین ماورای آسمان‌ها                                                                 | Hello to the residents of far skies                                                                  |
| 2       | 0:03:22 | Serbo              | Желимо вам све најлепше са наше планете                                                       | We wish you all the best, from our planet                                                            |
| 2       | 0:03:25 | Oriya              |                                                                                               | Greetings to the inhabitants of the universe from the third planet Earth of the star Sun             |
| 2       | 0:03:34 | Ganda (Luanda)     |                                                                                               | Greetings to all peoples of the universe. God give you peace always                                  |
| 2       | 0:03:38 | Marathi            | नमस्कार. ह्या पृथ्वीतील लोक तुम्हाला त्यांचे शुभविचार पाठवतात आणि त्यांची इच्छा आहे की तुम्ही ह्या जन्मी धन्य व्हा.                    | Greetings. The people of the Earth send their good wishes                                            |
| 2       | 0:03:47 | Amoy (Min dialect) |                                                                                               | Friends of space, how are you all? Have you eaten yet? Come visit us if you have time                |
| 2       | 0:03:55 | Ungherese          | Üdvözletet küldünk magyar nyelven minden békét szerető lénynek a Világegyetemen               | We are sending greetings in the Hungarian language to all peace-loving beings on the Universe        |
| 2       | 0:04:01 | Telugu             | నమస్కారం. తెలుగు ప్రజల తరపున అభినందనలు.                                                                  | Greetings. Best wishes from Telugu-speaking people                                                   |
| 2       | 0:04:05 | Ceco               | Milí přátelé, přejeme vám vše nejlepší                                                        | Dear Friends, we wish you the best                                                                   |
| 2       | 0:04:08 | Kannada (Kanarese) | ನಮಸ್ತೆ, ಕನ್ನಡಿಗರ ಪರವಾಗಿ ಶುಭಾಷಯಗಳು.                                                                     | Greetings. On behalf of Kannada-speaking people, 'good wishes'                                       |
| 2       | 0:04:12 | Rajasthani         |                                                                                               | Hello to everyone. We are happy here and you be happy there                                          |
| 2       | 0:04:18 | Inglese            | Hello from the children of planet Earth                                                       | Hello from the children of planet Earth                                                              |

Segue la sezione di suoni della Terra, comprendente una sezione di circa 90 minuti di musica proveniente da differenti culture e da varie parti del mondo. La sezione include:
| Nazione                | Brano musicale                                                                 | Autore               | Esecutore                                                                       | Registrato o raccolto da             | Tipo di musica    | Durata |
| ---------------------- | ------------------------------------------------------------------------------ | -------------------- | ------------------------------------------------------------------------------- | ------------------------------------ | ----------------- | ------ |
| Germania               | Primo movimento, Concerto brandeburghese n. 2 in Fa                            | Bach                 | Munich Bach Orchestra diretta da Karl Richter                                   |                                      | Orchestra         | 4:40   |
| Giava                  | Puspawarna ("Tipi di fiori")                                                   |                      | Corte gamelan di Pura Paku Alaman diretto da K.R.T. Wasitodipuro                | Robert E. Brown                      | Gamelan           | 4:43   |
| Senegal                | Percussione senegalese                                                         |                      |                                                                                 | Charles Duvelle                      | Percussioni       | 2:08   |
| Zaire                  | canzone dell'iniziazione delle donne pigmee                                    |                      |                                                                                 | Colin Turnbull                       |                   | 0:56   |
| Australia              | Morning Star e Devil Bird                                                      |                      |                                                                                 | Sandra LeBrun Holmes                 | canzone aborigena | 1:26   |
| Messico                | El Cascabel                                                                    |                      | Lorenzo Barcelata e il Mariachi México                                          |                                      |                   | 3:14   |
| Stati Uniti            | Johnny B. Goode                                                                | Chuck Berry          | Chuck Berry                                                                     |                                      | Rock and roll     | 2:03   |
| Nuova Guinea           | Canzone della casa dell'uomo                                                   |                      |                                                                                 | Robert MacLennan                     |                   | 1:20   |
| Giappone               | Tsuru No Sugomori (鶴の巣籠り) ("Crane's Nest")                                |                      | Goro Yamaguchi♙                                                                 |                                      | Shakuhachi        | 4:51   |
| Germania/Belgio        | Gavotte en rondeaux dalla Partita n. 3 in Mi maggiore per violino              | Bach                 | Arthur Grumiaux                                                                 |                                      | Violino           | 2:55   |
| Austria/Germania       | Aria della Regina della notte, n. 14 da Il flauto magico                       | Mozart               | Edda Moser (soprano) della Bavarian State Opera, diretta da Wolfgang Sawallisch |                                      | Opera             | 2:55   |
| Georgia                | Tchakrulo                                                                      |                      |                                                                                 | Radio Moscow                         | Coro              | 2:18   |
| Perù                   | El cóndor pasa                                                                 | Daniel Alomía Robles |                                                                                 | Casa de la Cultura, Lima             |                   |        |
| USA                    | Melancholy Blues                                                               |                      | Louis Armstrong and his Hot Seven                                               |                                      | Jazz              | 3:05   |
| Azerbaigian            | Mugam                                                                          |                      |                                                                                 | Radio Moscow                         | Cornamusa         | 2:30   |
| Russia/USA             | Danza sacrificale da La sagra della primavera                                  | Stravinskij          | Columbia Symphony Orchestra diretta da Igor Stravinskij                         |                                      | Balletto          | 4:35   |
| Germania/Canada        | Preludio e fuga n. 1 in Do maggiore da Il clavicembalo ben temperato, Libro II | Bach                 | Glenn Gould                                                                     |                                      | Pianoforte        | 4:48   |
| Germania/Gran Bretagna | Sinfonia n. 5, I. Allegro con brio                                             | Beethoven            | Philharmonia Orchestra diretta da Otto Klemperer                                |                                      | Sinfonia          | 7:20   |
| Bulgaria               | Излел е Делю хайдутин (Izlel e Deljo hajdutin)                                 | Valja Balkanska      |                                                                                 |                                      | Folk              | 4:59   |
| USA                    | Canto notturno                                                                 | Indiani Navajo       |                                                                                 | Willard Rhodes                       |                   | 0:57   |
| Gran Bretagna          | The Fairie Round da Pavans, Galliards, Almains and Other Short Airs            | Anthony Holborne     | Early Music Consort of London diretto da David Munrow                           |                                      | Consort           | 1:17   |
| Isole Salomone         |                                                                                |                      |                                                                                 | Solomon Islands Broadcasting Service | Siringa           | 1:12   |
| Perù                   | Canto matrimoniale                                                             |                      |                                                                                 | John Cohen                           |                   | 0:38   |
| Cina                   | Liu Shui ("Flowing Streams")                                                   | Bo Ya                | Kuan P'ing-hu                                                                   |                                      | Guqin             | 7:37   |
| India                  | Jaat Kahan Ho                                                                  |                      | Surshri Kesar Bai Kerkar                                                        |                                      | Raga              | 3:30   |
| USA                    | Dark Was the Night, Cold Was the Ground                                        | Blind Willie Johnson | Blind Willie Johnson                                                            |                                      | Blues             | 3:15   |
|                        | Cavatina dal Quartetto n. 13 op.130 in Si bemolle                              | Beethoven            | Quartetto di Budapest                                                           |                                      | Quartetto d'archi | 6:37   |

### Galleria d'immagini
Selezione di immagini provenienti dal Voyager Golden Record

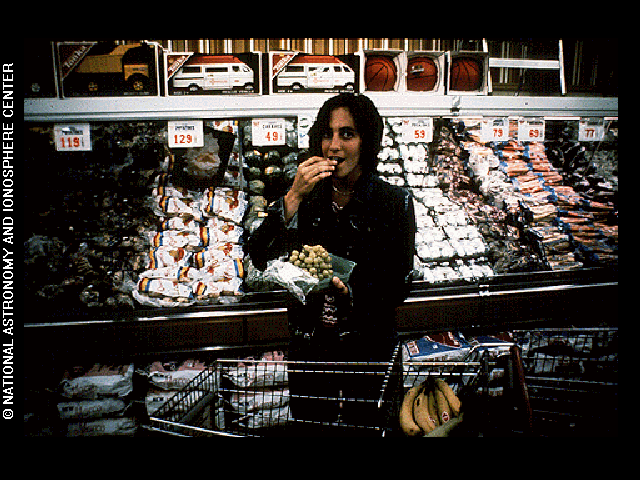
Una donna in un supermercato
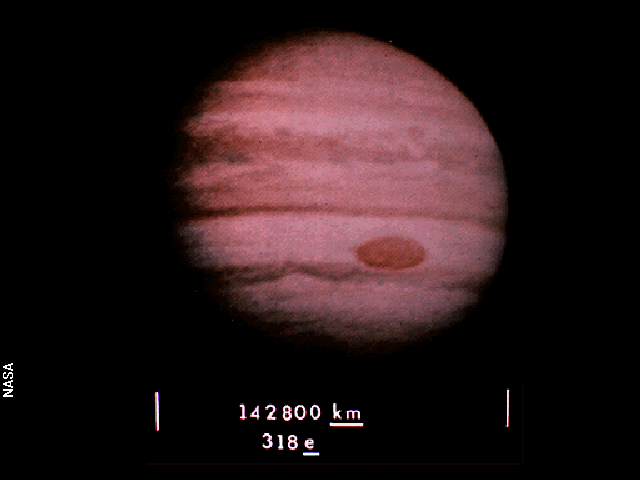
Una foto di Giove con indicato il suo diametro
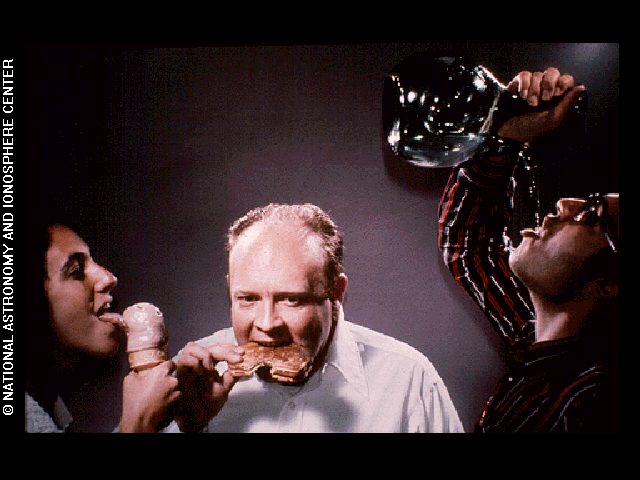
Esseri umani che si nutrono
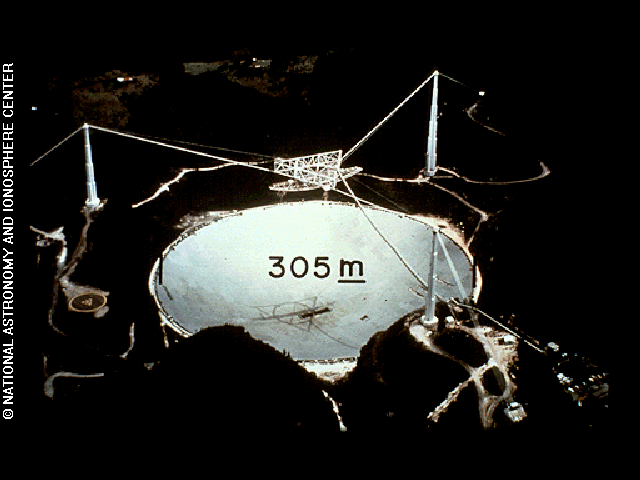
Foto dell'osservatorio Arecibo con indicata la scala di grandezza
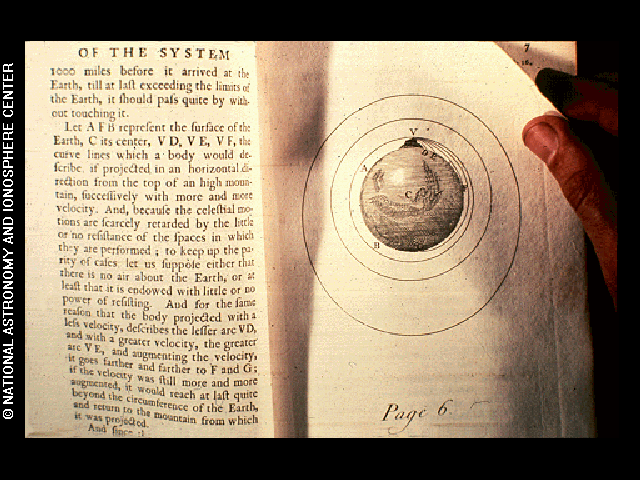
Foto della pagina 6 del trattato di Isaac Newton Philosophiæ Naturalis Principia Mathematica Volume 3, De mundi systemate
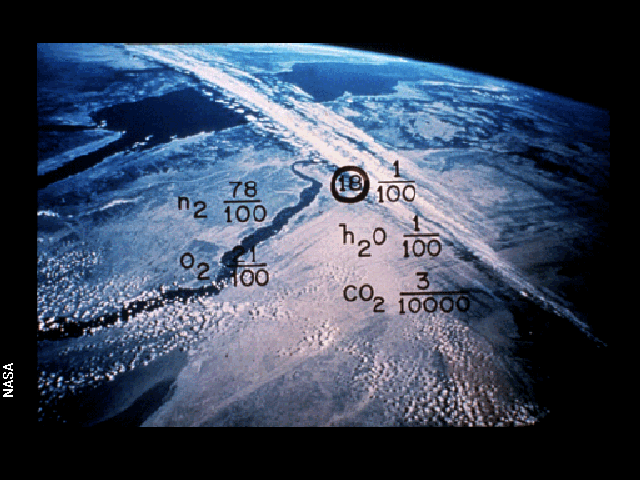
Foto di Egitto, Mar Rosso, penisola del Sinai e fiume Nilo visti dall'orbita spaziale terrestre con indicazioni della composizione chimica dell'atmosfera terrestre

## Il viaggio

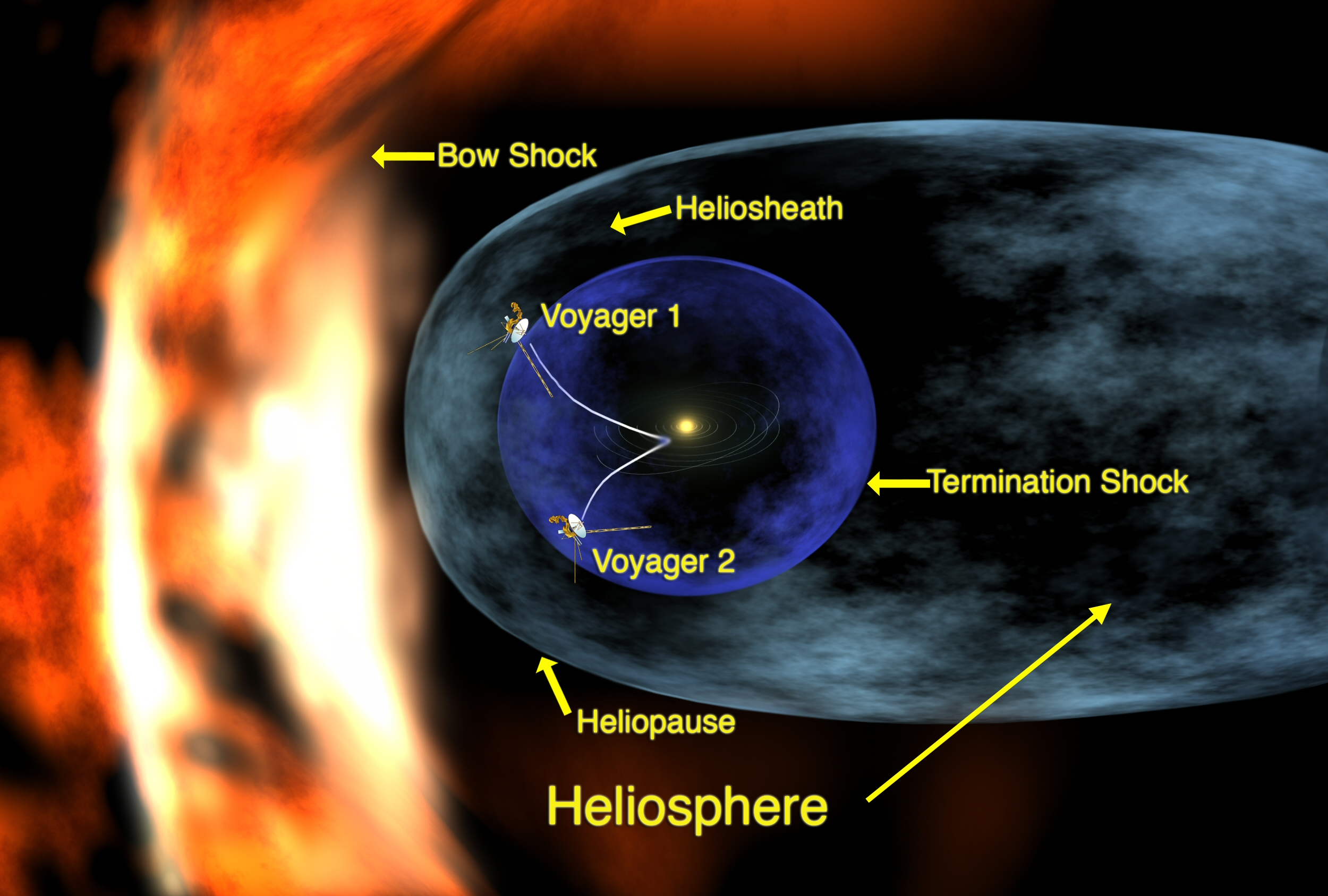
La posizione delle due sonde nel maggio 2005

La Voyager 1 è stata lanciata nel 1977, passando l'orbita di Plutone nel 1990, e lasciando il sistema solare (cioè passando il limite oltre il quale il vento solare si "ferma" contro il mezzo interstellare) nel novembre 2004. Adesso è in viaggio nello spazio interstellare. Tra circa 40.000 anni Voyager 1 e Voyager 2 dovrebbero arrivare a essere a circa 1,7 anni luce da due diverse stelle: Voyager 1 sarà in prossimità di AC+79 3888, una stella appartenente a Ursa Minor; Voyager 2 sarà nelle vicinanze della stella Ross 248, localizzata in Andromeda.
Nel maggio 2005 Voyager 1 era a 13,9 miliardi di km dal Sole e viaggiava a una velocità di 3,6 UA all'anno, mentre Voyager 2 era a circa 10,5 miliardi di km dal sole e viaggiava a 3,3 UA all'anno.
Come Carl Sagan ha notato, "La navicella potrà essere trovata e la registrazione visualizzata solo se esistono civiltà avanzate che viaggiano nello spazio interstellare. Ma il lancio di questa bottiglia nell'oceano cosmico è un messaggio di grande speranza circa la vita su questo pianeta".

## Materiali
Il disco è in rame placcato d’oro, 30 cm di diametro. La copertura del disco è in alluminio, elettro-placcato con un campione dell'isotopo di uranio-238 (il cui tempo di dimezzamento è di 4.468 miliardi di anni) per consentire a un'eventuale civiltà che lo recuperi di determinarne l'età misurando (attraverso, per esempio, uno spettrometro di massa) la frazione di uranio rimanente.

### Iscrizione
Sulla superficie del disco è stata incisa a mano l’iscrizione "To the makers of music – all worlds, all times", effettuata su un'area tra l’etichetta e la superficie riproducibile.

## Trasposizioni del disco sui media
Molte delle immagini usate nella registrazione (riprodotte in bianco e nero), con le informazioni riguardanti la loro compilazione, possono essere trovate nel libro del 1978 Rumori della Terra: il Disco del viaggio interstellare Voyager di Carl Sagan, Frank Drake, Ann Druyan, Timothy Ferris, Jon Lomberg e Linda Salzman. Una versione in CD-ROM venne commercializzata dalla Warner New Media nel 1992. Entrambe le versioni sono fuori commercio, ma l'edizione cartacea del 1978 può essere reperita presso molte biblioteche pubbliche.
Nel luglio 1983 la BBC Radio 4 produsse un documentario di 45 minuti, Musica da un piccolo pianeta, dove Sagan e Druyan spiegarono il processo di selezione della musica per il disco.
Inclusa nella parte audio de I suoni della terra vi è una traccia contenente il messaggio Per aspera ad astra in codice Morse.